# フェリックス・クロース
フェリックス・クロース（Felix Kroos、1991年3月12日 - ）は、ドイツ・グライフスヴァルト出身の元サッカー選手。ポジションはMFもしくはFW。

## 経歴
2002年からハンザ・ロストックのユースチームに所属した。2008年にトップチームに昇格すると、2009年1月28日、DFBポカールのVfLヴォルフスブルク戦でプロデビューした。
2部から降格したことでチームを退団し、2010年6月15日、ヴェルダー・ブレーメンに3年契約で移籍した。
2016年夏に2部の1.FCウニオン・ベルリンに完全移籍した。
2020年9月4日、アイントラハト・ブラウンシュヴァイクと契約した。
2021年7月19日、現役引退を表明した。

## 人物
- 兄はかつてレアル・マドリードでプレーしていたトニ・クロース[4]。母のビルギット（ドイツ語版）は旧東ドイツの元バドミントン王者である[4]。